# Сідні Бреннер
Сідні Бреннер (англ. Sydney Brenner; 13 січня 1927, Джермістон, Південно-Африканський Союз — 5 квітня 2019) — південно-африканський біолог, лауреат Нобелівської премії в області медицини та фізіології 2002 року.

## Біографія: початок кар'єри
Сідні Бреннер народився 13 січня 1927 року в невеликому місті Джермістон, в Південній Африці, в сім'ї єврейських іммігрантів. Його батько іммігрував з Литви в 1910 році, а матір — з Латвії в 1922. Закінчив провідний Університет Вітватерсранда в Йоганесбурзі. Закінчив аспірантуру і отримав ступінь доктора філософії вже в Оксфордському університеті.

## Науковий внесок
У 1960-х роках Бреннер зробив істотний внесок у розкриття триплетного коду трансляції білка. У ході експерименту разом із видатним англійським фізіологом Френсісом Кріком вони відкрили так звані «мутації зсуву рамки». Зрештою, це забезпечило, надалі, розкриття генетичного коду.
Після цього Бреннер сфокусувався на біології Caenorhabditis elegans як модельного організму для дослідження біології розвитку, включаючи нейрональний розвиток. Він вибрав цього міліметрового ґрунтового черв'яка як модель завдяки простоті його анатомії, легкості вирощування у великих кількостях і, найголовніше, тому що він виявився виключно придатним для генетичного аналізу.
За останні дослідження Сідні Бреннер разом із Робертом Горвіцем та Джоном Салстоном у 2002 році отримав Нобелівську премії в області медицини і фізіології «За відкриття в області генетичного регулювання розвитку людських органів». Його Нобелівська лекція називалася «Природний дар науці» і була присвячена скромній нематоді, яка допомогла розкрити багато особливостей розвитку організмів, такі, наприклад, як апоптоз.
На знак заслуг Бреннера і його піонерської ролі в загальному дослідницькому співтоваристві, що працює над C. elegans, інша нематода, споріднена  C. elegans, була названа Caenorhabditis brenneri.
Бреннер заснував Інститут молекулярних наук, який асоційований з Інститутом біологічних досліджень Салко (Сан-Дієго).

## Визнання
- 1959: Дійсний член Королівський коледжу Кембріджа
- 1964: Член Європейської Організації молекулярної біології
- 1965: Дійсний член Лондонського королівського товариства
- 1969: Премія Вільяма Бейта Гарді[en]
- 1971: Премія Альберта Ласкера за фундаментальні медичні дослідження (спільно з Сеймуром Бензером[en] та Чарлзом Янофскі«За блискучий внесок в молекулярну генетику»[10][11]
- 1974: Королівська медаль
- 1975: Член Леопольдини[12]
- 1976: Почесний доктор Чиказького університету
- 1978: Міжнародна премія Гайрднера[13]
- 1980: Медаль Ганса Кребса[en]
- 1981: Ciba Medal, Biochemical Society[en]
- 1985: Іноземний член Іспанської королівської АН
- 1986: Премія Розенстіла[en]
- 1986: Орден Кавалерів Пошани
- 1987: Премія Гарві[14]
- 1987: Louis-Jeantet Prize for Medicine[en]
- 1987: Медаль Товариства генетики Америки[en]
- 1989: Почесний член Індійської АН
- 1990: Премія Кіото[15]
- 1991: Міжнародна премія Гайрднера[16]
- 1991: Медаль Коплі
- 1992: Міжнародна премія короля Фейсала
- 1992: Іноземний член Паризької АН
- 2002: Премія Дена Девіда[en][17]
- 2002: Премія фонду «March of Dimes» з біології розвитку[en][18]
- 2002: Нобелівська премія з фізіології або медицини (спільно з Джон Салстон і Роберт Горвіц), За відкриття в області генетичного регулювання розвитку органів і механізмів апоптозу
- 2005: Орден Мапунгубве[en], у золоті
- 2006: Національна наукова й технологічна медаль вручена Агентством з науки, технології і досліджень (Сінгапур) за його видатний та стратегічний внесок у розвиток наукових можливостей і культури Сінгапуру, зокрема у біомедичних науках[19]
- 2006: Орден Інфанта дона Енріке, Великий Хрест (Португалія)
- 2008: Університет Вітватерзренд було перейменовано на Інститут молекулярної біології Сідні Бреннера[20]
- 2017: Орден Вранішнього Сонця, 1 ступінь (Японія)